# Daniel Svensson
Daniel Svensson (Göteborg, 20 novembre 1977) è un batterista svedese, noto per essere stato il batterista ufficiale della band melodic death metal svedese In Flames fino al 2015.
Ha un secondo gruppo chiamato Sacrilege GBG, un gruppo Melodic death metal/Black metal e con molte altre svariate influenze fondato nel 1993, dove suona la batteria e canta; ha alle spalle 2 album con questo gruppo. 
Il suo primo album con gli In Flames è Colony.

## Equipaggiamento
Tama Starclassic Bubinga
- 16"x22" Bass Drum
- 16"x22" Bass Drum
- 5.5"x14' Snare Drum

Tama Starclassic Maple
- 9"x12" Tom Tom
- 10"x13" Tom Tom
- 16"x16" Floor Tom
- 16"x18" Floor Tom

Tama hardware:
- Iron Cobra Power Glide Pedals
- Iron Cobra Lever Glide Hi-Hat Stand
- 1st Chair Ergo-Rider Drum Throne

Meinl Percussion cymbals:
- 12“ Mb20 Rock Splash
- 14“ Mb20 Heavy Soundwave Hihat
- 16“ Mb20 Heavy Crash
- 10“ Mb20 Rock Splash
- 18“ Mb20 Heavy Crash
- 22“ Mb20 Heavy Bell Ride
- 18“ Mb20 Rock China
- 18“ Mb20 Heavy Crash
- 16“ Mb20 Heavy Crash
- 8“  Classics Bell Effect Cymbal

## Discografia

### Con gli In Flames
- 1999 - Colony
- 2000 - Clayman
- 2002 - Reroute to Remain
- 2004 - Soundtrack to Your Escape
- 2006 - Come Clarity
- 2008 - A Sense of Purpose
- 2011 - Sounds of a Playground Fading
- 2014 - Siren Charms

### Con i Sacrilege GBG
- 1996 - Lost in the Beauty You Slay
- 1997 - The Fifth Season